# Olympia Events

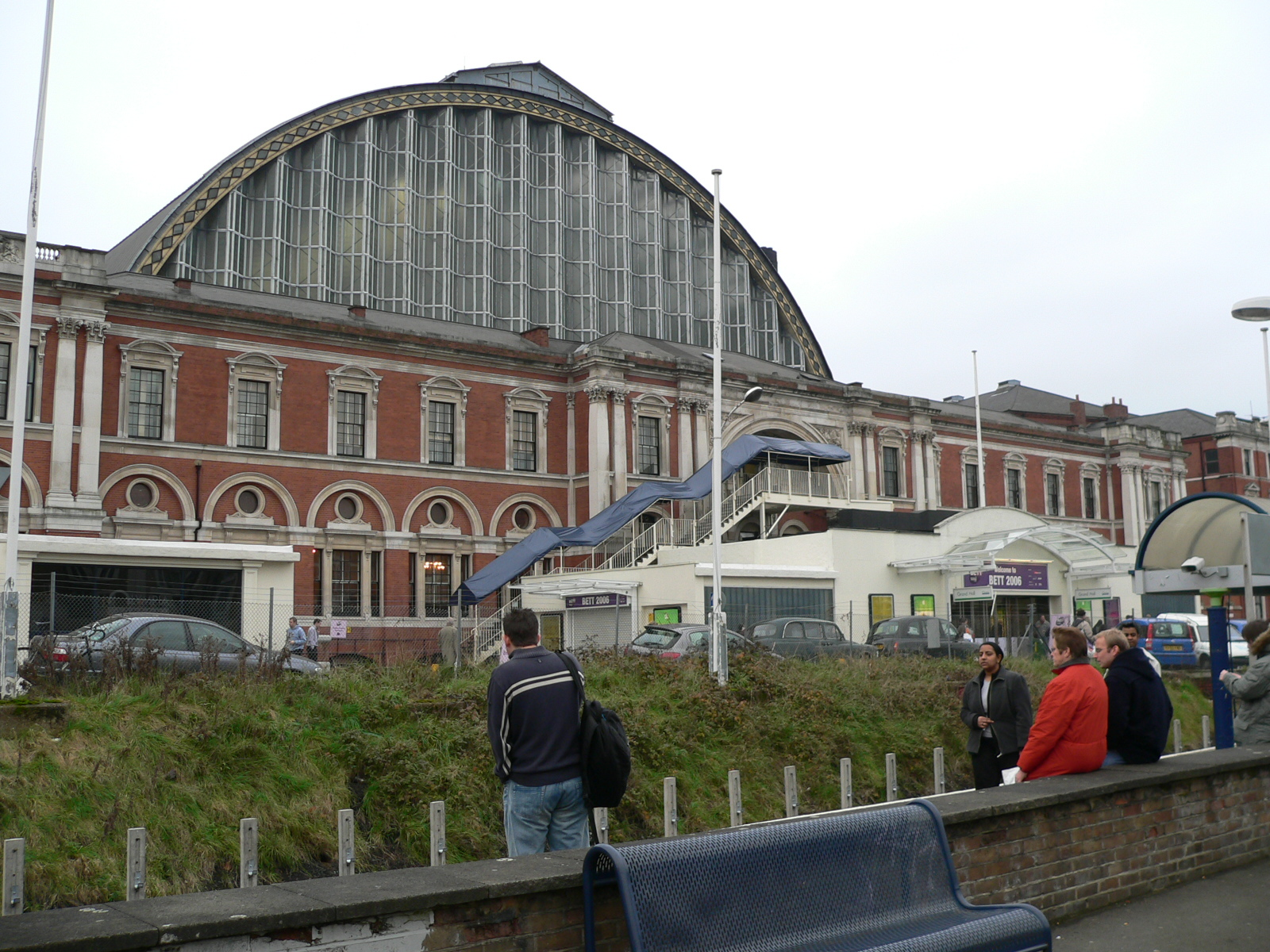
Olympia

Olympia Events bzw. Olympia Exhibition Centre (ursprünglich National Agricultural Hall, später Olympia London) ist eine Ausstellungshalle in London im Stadtteil London Borough of Hammersmith and Fulham. Bauherr war die National Agricultural Company. Im Juni 1885 begannen die Bauarbeiten. Bauausführende Gesellschaft war Andrew Handyside, der Architekt war Henry E. Coe.
Sie wurde am 27. Dezember 1886 eröffnet. Die heute Olympia Grand Hall genannte Halle galt zum Zeitpunkt ihrer Fertigstellung als das größte aus Stahl und Glas gebaute Gebäude in Großbritannien. Die Zentralhalle hat eine Länge von 138,15 Meter und eine Breite von 76,2 Meter. Der Baupreis betrug 131.573 Pfund Sterling. 
1896 gab es einen ersten Erweiterungsbau, der die Pillar Hall genannt wird. 
1909 fand hier die erste britische Luftfahrtausstellung statt. Sie wurde von der Society of Motor Manufacturers and Traders organisiert und am 19. März 1909 eröffnet.
1923 wurde eine zweite Halle gebaut, die heute Olympia National Hall genannt wird. 1929 kam die Halle Olympia Two hinzu, die ursprünglich Empire Hall genannt wurde.
1959 kam eine West Hall genannte Erweiterung der Grand Hall hinzu. 1987 wurde das Konferenzzentrum Olympia Conference Centre in der Olympia Two eröffnet.
Die heutige Betreibergesellschaft ist EC&O Venues, die auch das Earls Court betrieb.
Das Olympia ist seit 1907 Austragungsort der Olympia London International Horse Show, eines der größten Reitturniere des Vereinigten Königreichs.